# Франсішку Алваріш
Франсі́шку А́лваріш (порт. Francisco Álvares; *1465 — †1541) — португальський мандрівник по Ефіопії, вчений-монах з міста Коїмбра.
У 1520-27 роках був членом португальського посольства в Ефіопії, де зустрічався з Перу да Ковіляном. Склав звіт посольства та перший докладний опис країни (за особистими спостереженнями та розповідями Ковіляна) — «Правдиві відомості про землі священика Іоанна Індійського» (1540). Книга Алваріша починаючи з середини XVI століття неодноразово перекладалась на інші європейські мови.